# Бушо (река)
Бушо (фр. Bouchot) — небольшая река во Франции.
Находится на северо-востоке страны в департаменте Вогезы. Бушо является одним из притоков реки Мозелот. Берёт своё начало в горах Вогезы.
Бушо река с зимним паводком, с декабря по март включительно максимум в январе-феврале. Самый низкий уровень воды в реке летом, в период с июля по сентябрь включительно.
Длина реки составляет около 18,1 км. Площадь бассейна насчитывает 57 км². Средний расход воды — 1,9 м³/с. Имеет ряд мелких притоков. Питание реки в основном дождевое.